# Championnat de Pologne féminin de football 2012-2013
Navigation
Édition précédente Édition suivante
Le Championnat de Pologne de football féminin 2012-13 commence le 22 août 2012 et se termine le 3 juin 2013, sur un système aller-retour où les différentes équipes s'affrontent deux fois par phase. Le RTP Unia Racibórz  est le champion en titre.

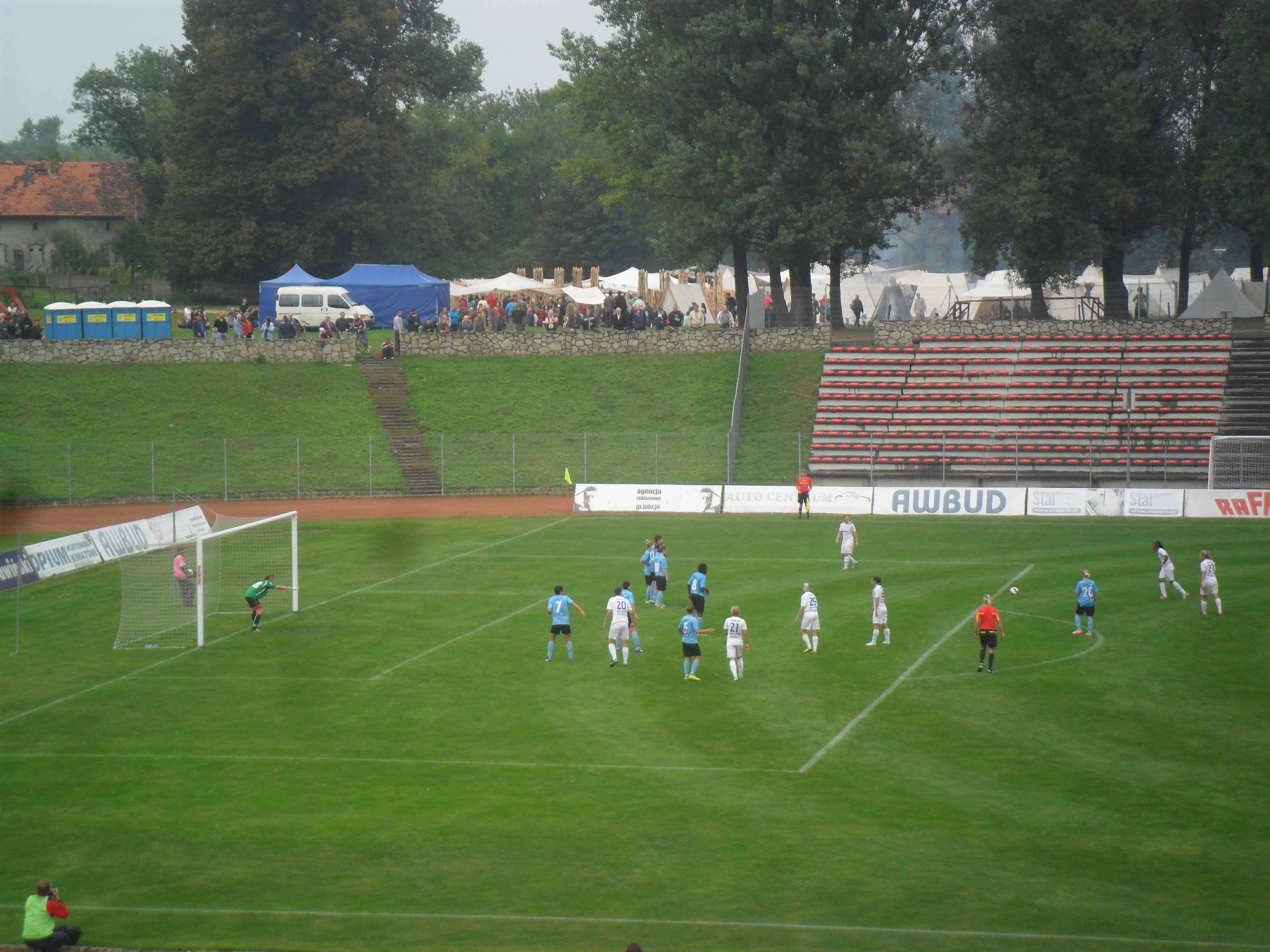
L'Unia Racibórz reçoit le Medyk Konin, le 1er septembre 2012

## Clubs participants
- AZS Wrocław
- Medyk Konin
- RTP Unia Racibórz
- AZS PWSZ Biała Podlaska
- Mitech Żywiec
- Pogoń Women Szczecin
- Górnik Łęczna
- KKP Bydgoszcz
- GOSiR Piaseczno
- AZS UJ Kraków

## Classement
| Rang | Équipe                | Pts | J  | G  | N | P  | Bp | Bc | Diff |
| ---- | --------------------- | --- | -- | -- | - | -- | -- | -- | ---- |
| 1    | RTP Unia Racibórz (T) | 44  | 18 | 14 | 2 | 2  | 58 | 13 | +45  |
| 2    | Medyk Konin           | 42  | 18 | 13 | 3 | 2  | 44 | 7  | +37  |
| 3    | Górnik Łęczna         | 35  | 18 | 11 | 2 | 5  | 33 | 17 | +16  |
| 4    | AZS Wrocław           | 32  | 18 | 10 | 2 | 6  | 25 | 15 | +10  |
| 5    | Mitech Żywiec         | 27  | 18 | 8  | 3 | 7  | 27 | 34 | -7   |
| 6    | AZS Biała Podlaska    | 21  | 18 | 6  | 3 | 9  | 18 | 28 | -10  |
| 7    | KKP Bydgoszcz         | 17  | 18 | 5  | 2 | 11 | 25 | 41 | -16  |
| 8    | GOSiR Piaseczno (P)   | 16  | 18 | 4  | 4 | 10 | 25 | 46 | -21  |
| 9    | AZS UJ Kraków (P)     | 7   | 18 | 1  | 4 | 13 | 11 | 41 | -30  |
| 10   | Pogoń Women Szczecin  | 16  | 18 | 5  | 1 | 12 | 12 | 37 | -25  |

| Légende : Qualifications et relégations | Légende : Qualifications et relégations                                |
| --------------------------------------- | ---------------------------------------------------------------------- |
|                                         | Ligue des champions féminine de l'UEFA 2013-2014 (seizièmes de finale) |
|                                         | Barrages de relégation contre le 2e de 2e division                     |
|                                         | Relégation en 2e division                                              |
|                                         | (T) : Tenant du titre 2011-2012 (P) : Promu en 2011-2012               |